# Ischnura
Ischnura är ett släkte i insektsordningen trollsländor som tillhör familjen sommarflicksländor. Det är ett stort släkte med minst 60 kända arter, vilka är utspridda över större delen av världen. I Sverige representeras det av två arter, större kustflickslända och mindre kustflickslända.

## Arter (urval)
- Ischnura abyssinica
- Ischnura aurora
- Ischnura evansi
- Ischnura forcipata
- Ischnura fountaineae
- Ischnura gemina
- Ischnura heterosticta
- Ischnura intermedia
- Ischnura posita
- Ischnura senegalensis
- Ischnura ultima